# Anco Bulk
Anco Bulk is een voormalig Nederlands vechtsporter. In 1991 werd hij Europees Kampioen jiujitsu in het duo system in de Spaanse stad Salamanca, samen met Tony van Venrooy. Hij volgde de opleiding tot sportleraar aan de Academie voor Lichamelijke Opvoeding in Den Haag en is momenteel werkzaam als sportleraar jiujitsu.